# Mount Zirzow
Mount Zirzow ist ein 1615 m hoher Berg im westantarktischen Queen Elizabeth Land. In der Forrestal Range der Pensacola Mountains ragt er 6 km nördlich des Mount Mann am östlichen Rand des Lexington Table auf.
Der United States Geological Survey kartierte ihn anhand eigener Vermessungen und Luftaufnahmen der United States Navy aus den Jahren von 1956 bis 1966. Das Advisory Committee on Antarctic Names benannte ihn 1968 nach Commander Charles F. Zirzow (1922–1997), der von 1966 bis 1967 als stellvertretender Stabsleiter des Kommandanten der Unterstützungseinheiten der US Navy in Antarktika tätig war.